# Ca la Xalma
Ca la Xalma és un edifici de Premià de Mar (Maresme) protegit com a Bé Cultural d'Interès Local.

## Descripció
Es tracta d'un edifici civil format per una planta rectangular coberta per un terrat, al centre del qual s'aixeca un cos longitudinal que forma el pis de l'edifici. El conjunt destaca per la seva ornamentació de tipus modernista, en la qual domina la línia corba: totes les obertures presenten guardapols semicirculars molt pronunciats, el coronament superior que sobresurt del conjunt combina les línies concavoconvexes tant en la part davantera com a la part posterior i el mur que tanca el terrat també utilitza la línia corba, donant mobilitat. Com a element decoratiu també s'utilitza el maó de cantell que dibuixa línies. L'edifici està circumdat per un pati tancat per un mur i un reixat.